# Nasri Maalouf
Nasri Maalouf (ur. 11 lutego 1911 w Mashrae, zm. 2 kwietnia 2005 w Abu Zabi), polityk libański, prawnik.

## Życiorys
Ukończył studia prawnicze na Uniwersytecie Damasceńskim. W latach 1951–1992 wielokrotnie pełnił funkcje ministerialne; był ministrem finansów, gospodarki i spraw socjalnych (1951, 1968), turystyki (1969), obrony narodowej (1973), sprawiedliwości i spraw zagranicznych (1992). Zasiadał także w parlamencie, wybierany w okręgu Bejrut w 1968, 1972 i 1995. Był jednym z reprezentantów strony chrześcijańskiej przy podpisaniu porozumienia kończącego libańską wojnę domową.